# Alekseï Okladnikov
Alekseï Pavlovitch Okladnikov (en russe : Алексе́й Па́влович Окла́дников), né le 3 octobre 1908 à Konstantinovka dans l'Empire russe et mort le 18 novembre 1981 à Novossibirsk, est un archéologue, ethnographe et historien russe et soviétique, expert en histoire de la Sibérie. Membre de l'Académie des sciences d'URSS depuis 1968, membre-correspondant de la British Academy depuis 1973 et membre étranger de l'Académie hongroise des sciences. Professeur à l'Université d'État de Novossibirsk depuis 1962.

## Biographie
Alekseï Okladnikov naît dans une famille d'instituteurs et, depuis son enfance, s'intéresse à l'archéologie. Son père est tué par les troupes de Grigori Semenov dans la région du lac Baïkal le 6 janvier 1920.
Alekseï entre à l'université d'État d'Irkoutsk en 1925, où, parmi ses camarades, se trouve Mikhaïl Guerassimov. De 1928 à 1934, il se trouve en tête du département d'ethnographie du Musée des études régionales d'Irkoutsk. En 1934, il poursuit sa formation à l'Institut d'archéologie de l'académie des sciences de Russie et soutient sa thèse en 1938.
Il mène avec sa femme Vera Dmitrievna Zaporozhskaia, les fouilles dans la vallée de Teshik-Tash en 1939-1940, où il découvre des traces de présence d'hommes néandertaliens. Ce travail est récompensé par le prix Staline. Il participe également aux fouilles au bord de mer d'Okhotsk et à Gorno-Altaïsk (1961).
En 1961, il devient le chef du Département d'études humanitaires de l'Institut d'économie de la Division sibérienne de l'Académie des sciences de Russie et est professeur en 1962 et chef du Département d'histoire générale de l'Université d'État de Novossibirsk.
Directeur de l'Institut d'histoire, philologie et philosophie de la Division sibérienne de l'Académie des sciences de Russie à partir de 1966, il meurt le 18 novembre 1981 et est enterré au cimetière Sud de Novossibirsk.

## Publications
- Statuette paléolithique de Buret (fouilles 1936), Okladnikov A.P., Matériaux et recherches sur l'archéologie d'URSS, II, Moscou-Léningrad, 1941, pp. 104–108[5]
- Les plus anciennes représentations rupestres d'Asie du nord, Okladnikov A.P., Archéologie soviétique, XI, 1949, pp. 155–170 (en russe)[5]
- Le Néolithique et l'Age du Bronze de la région du lac Baïkal, Okladnikov A.P., Matériaux et recherches sur l'archéologie d'URSS, XVIII, 1950 (en russe)[5]
- Culte de l'ours chez les tribus néolithiques de Sibérie orientale, Okladnikov A.P., Archéologie soviétique, XIV, 1950 (en russe)[5]
- Vers la question de l'origine de l'art, Okladnikov A.P., Ethnographie soviétique, II, 1952, pp. 3–22[5]
- Bilans et problèmes majeurs de l'étude du Paléolithique en URSS pendant 40 ans, Okladnikov A.P., Archéologie soviétique, IV, 1957, pp. 13–27 (en russe)[5]
- Le Paléolithique de Transbaïkalie, Okladnikov A.P., Recueil archéologique, I, Oulan-Oudé, 1959, pp. 5–25[5]
- Les pétroglyphes de Chichkino, Okladnikov A.P., Irkoutsk, 1959 (en russe)[5]
- Statuettes féminines paléolithiques de Buret, Okladnikov A.P., Matériaux et recherches sur l'archéologie d'URSS, LXXIX, Moscou-Léningrad, 1960, pp. 281–288[5]
- L'aube de l'art, Okladnikov A.P., Leningrad, 1967 (en russe)[5].
- Au problème de l'origine de l'art, Okladnikov A.P., Ethnographie soviétique, VI, 1976, pp. 80–88 (en russe)[5]
- Transbaïkalie du ud-est à l'Age de la Pierre et du Bronze ancien, Okladnikov A.P., Kirillov I.I., Novossibirsk, 1980 (en russe)[5]
- Les pétroglyphes de Léna, Okladnikov A.P., Zaporojskaya V.D., Les dessins rupestres près du village de Chichkino, Moscou-Léningrad, 1959 (en russe)[5]